# French Settlement
French Settlement és una població dels Estats Units a l'estat de Louisiana. Segons el cens del 2000 tenia 945 habitants.

## Demografia
Segons el cens del 2000, French Settlement tenia 945 habitants, 359 habitatges, i 276 famílies. La densitat de població era de 134,6 habitants/km².
Dels 359 habitatges en un 31,8% hi vivien nens de menys de 18 anys, en un 65,2% hi vivien parelles casades, en un 7% dones solteres, i en un 23,1% no eren unitats familiars. En el 18,4% dels habitatges hi vivien persones soles el 7,8% de les quals corresponia a persones de 65 anys o més que vivien soles. El nombre mitjà de persones vivint en cada habitatge era de 2,63 i el nombre mitjà de persones que vivien en cada família era de 2,99.
Per edats la població es repartia de la següent manera: un 25,8% tenia menys de 18 anys, un 8,5% entre 18 i 24, un 29,3% entre 25 i 44, un 24% de 45 a 60 i un 12,4% 65 anys o més.
L'edat mediana era de 37 anys. Per cada 100 dones de 18 o més anys hi havia 98 homes.
La renda mediana per habitatge era de 38.563 $ i la renda mediana per família de 41.518 $. Els homes tenien una renda mediana de 36.875 $ mentre que les dones 18.500 $. La renda per capita de la població era de 17.660 $. Entorn del 5,6% de les famílies i el 7% de la població estaven per davall del llindar de pobresa.

## Poblacions més properes
El següent diagrama mostra les poblacions més properes.